# Serra de les Comes (Cubells)
La Serra de les Comes és una serra situada entre els municipis de Cubells i de Foradada a la comarca de la Noguera, amb una elevació màxima de 502 metres.